# Constantinos Phaulkon

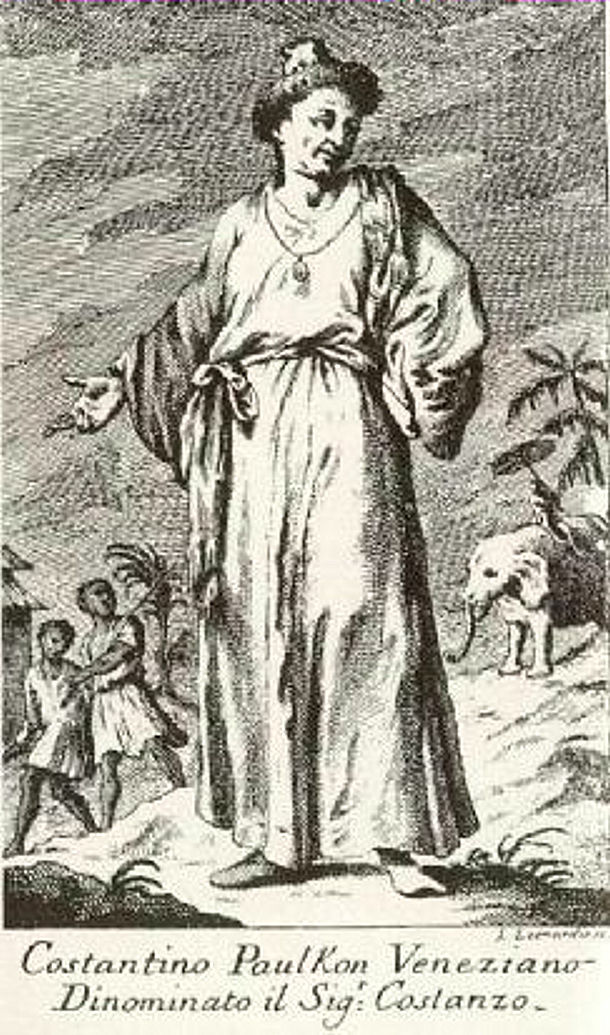
Constantinos Phaulkon.

Constantinos Phaulkon (nacido « Constantinos Gerakis », 1647 - 5 de junio de 1688) era un aventurero griego, fue el primer consejero del rey Narai del Siam. Phaulkon es un personaje muy controvertido en la historia tailandesa. 
Nacido en Cefalonia (Grecia), Phaulkon llegó a Siam (hoy Tailandia) en 1675 a bordo de un barco comercial inglés. Durante su estancia en Londres, había cambiado su apellido de “Gerakis” a “Phaulkon”, ambos significan halcón en español, “gerakis” (en griego) y “falcon” (en inglés). Gracias a su facilidad para los idiomas (además del griego, su lengua materna, hablaba inglés, francés, portugués, malayo y tailandés), aprendió tailandés rápidamente y empezó a trabajar en la corte del rey Narai como traductor. Gracias a sus conexiones con la Compañía Británica de las Indias Orientales, ascendió rápidamente al puesto de consejero del rey.
Su ascenso creó ciertos rencores entre los tailandeses de la corte. Cuando el rey Narai cayó muy enfermo, corrió el rumor de que Phaulkon quería utilizar al sucesor designado al trono de Tailandia, Phra Pui, para controlar el poder. En un golpe de Estado iniciado por Phetracha, Phaulkon, los que lo apoyaron y Phra Pui fueron arrestados y ejecutados el 5 de junio de 1688 en Lopburi. Después de la muerte del rey Narai, Phetracha pasó a ser el nuevo rey del Siam y empezó un régimen de xenofobia.